# Stichelia bocchoris
Stichelia bocchoris är en fjärilsart som beskrevs av William Chapman Hewitson 1876. Stichelia bocchoris ingår i släktet Stichelia och familjen Riodinidae. Inga underarter finns listade i Catalogue of Life.

## Bildgalleri

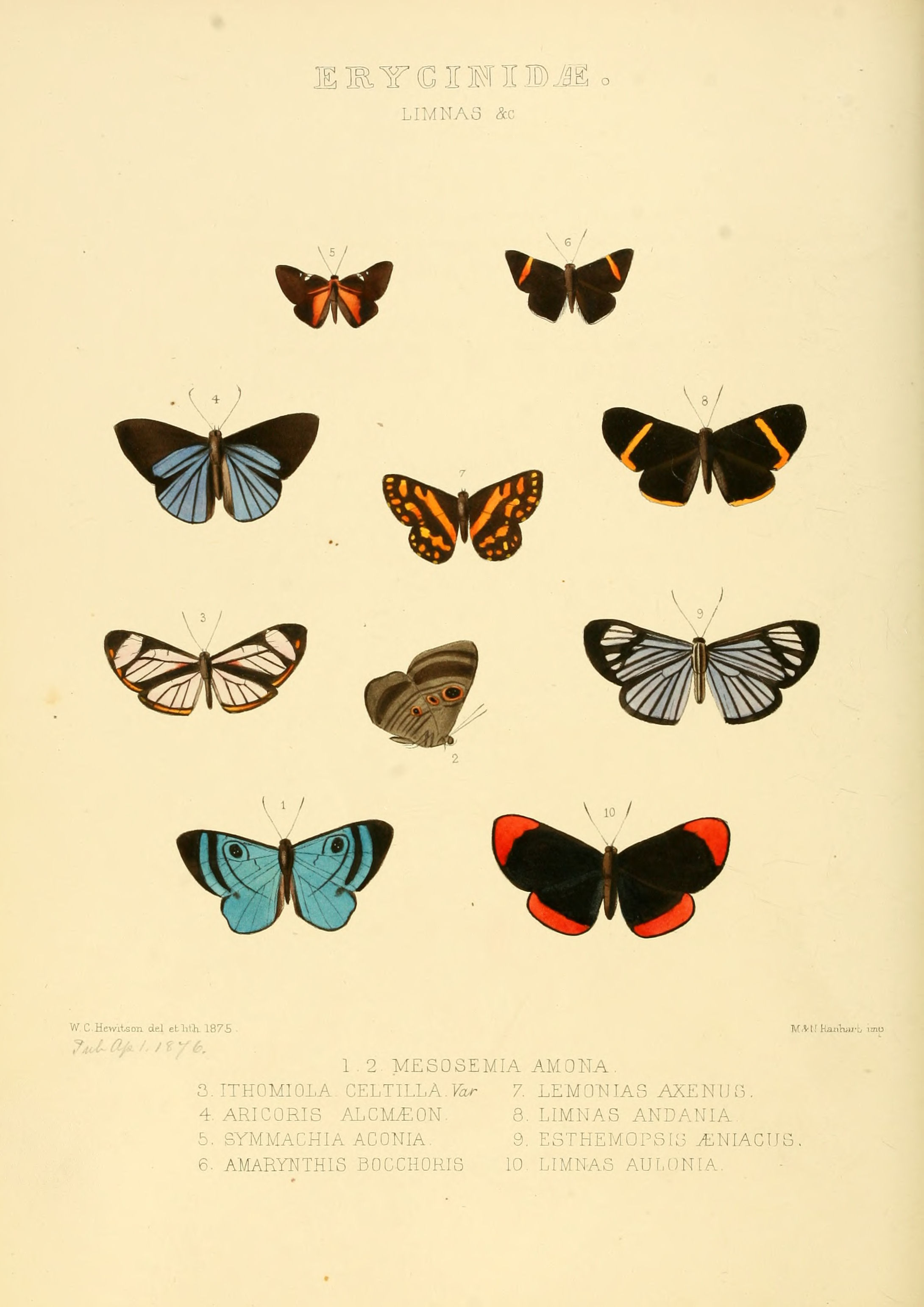